# Konwencja o niektórych wspólnych instytucjach Wspólnot Europejskich
Konwencja o niektórych wspólnych instytucjach Wspólnot Europejskich – konwencja przyjęta 25 marca 1957 r. w Rzymie wraz z podpisaniem Traktatów Rzymskich.
Wspólnoty utworzone na mocy Traktatu Paryskiego i Traktatów Rzymskich skupiały te same państwa i posiadały bardzo podobny system instytucjonalny. Pomimo to pozostawały niezależnymi od siebie organizacjami międzynarodowymi wyposażonymi w odrębne organy. Konwencja była pierwszą próbą ograniczenia biurokracji związanej z równoległym funkcjonowaniem trzech oddzielnych struktur instytucjonalnych, miała także na celu lepsze skoordynowanie ich prac.
Na mocy Konwencji Zgromadzenie Parlamentarne (od 1962 r. Parlament Europejski) oraz Europejski Trybunał Sprawiedliwości miały służyć wszystkim trzem Wspólnotom. Uzgodniono, że Zgromadzenie Parlamentarne zastąpi, działające w ramach EWWiS, Wspólne Zgromadzenie, jak również będzie stanowić wspólną instytucję dla EWG i EWEA. Ponadto Komitet Ekonomiczno-Społeczny uzyskał charakter wspólnego dla EWG i EWEA organu doradczego. Wszystkie te instytucje miały odmienne kompetencje w ramach poszczególnych Wspólnot, fuzja dotyczyła wyłącznie sfer organizacyjnych. W późniejszym czasie połączenie pozostałych organów Wspólnot nastąpiło w wyniku Traktatu fuzyjnego.
Konwencja weszła w życie 1 stycznia 1958 r. Została uchylona na mocy art. 9 ust. 1 Traktatu Amsterdamskiego.